# Епархия Ламегу
Епархия Ламегу (лат. Dioecesis Lamacensis) — епархия Римско-Католической церкви с центром в городе Ламегу, Португалия. Епархия Ламегу входит в митрополию Браги. Кафедральным собором епархии Ламегу является церковь Успения Пресвятой Девы Марии.

## История
Епархия Ламегу была образована около 570 года. Первое упоминание о епископе Ламегу датируется 572 годом, когда состоялся Второй Брагский собор, в котором епископ Ламегу принял участие. Первоначально епархия Ламегу входила в митрополию Браги. В 666 году епархия Ламегу вошла в митрополию Мериды (сегодня — архиепархия Мериды — Бадахоса).
В 714 году город Ламегу был захвачен арабами. Епископ был вынужден переехать в Галисию. Кафедра епархии Ламегу оставалась вакантной с несколькими перерывами до 1147 года, когда во время Второго крестового похода Португалия была освобождена от арабского владычества.
В 1257 году епархия Ламегу вошла в митрополию Сантьяго-де-Компостела. 4 июля 1403 года — в митрополию Лиссабона. 25 августа 1770 года епархия Ламегу передала часть своей территории новой епархии Пиньела (упразднена 30 сентября 1881 года).
12 апреля 1774 года епархия Ламегу передала часть своей территории в пользу возведения новой епархии Авейру.
В 1891 году епархия Ламегу вошла в митрополию Браги.
20 апреля 1920 года епархия Ламегу передала часть своей территории в пользу возведения новой епархии Вила-Реала.

## Ординарии епархии
- епископ António Vasconcelos e Sousa
- епископ Томаш де Алмейда (6 декабря 1706 — 22 июля 1709), назначен епископом Порту
- епископ Нуно Альварес Перейра де Мело (7.05.1710 — † 8.05.1733)
  - Sede Vacante (1733—1741)
- епископ Manuel Coutinho, O.Christ. (25.02.1741 — † 7.08.1742)
- епископ Feliciano de Nossa Senhora (26.11.1742 — † 15.04.1771)
- епископ Nicolau Joaquim Torel da Cunha Manuel (17.06.1771 — † 26.07.1772)
- епископ Manuel de Vasconcellos Pereira (10.11.1772 — † 29.01.1786)
- епископ João António Binet Pincio (24.07.1786 — 19.09.1821)
- епископ José de Jesus Maria Pinto, C.R.S.A. (24.09.1821 — † 6.03.1826)
  - Sede Vacante (1826—1833)
- епископ José da Assunção Vieira, O.F.M. (29.07.1833 — † 18.11.1841)
  - Sede Vacante (1841—1844)
- епископ José de Moura Coutinho (22.01.1844 — † 3.10.1861)
- епископ António da Trindade de Vasconcellos Pereira de Mello (1.10.1863 — † 19.11.1895)
- епископ Antonio Tomas da Silva Leitão e Castro (19.11.1895 — † 3.12.1901)
- епископ Francisco José Ribeiro Vieira e Brito (8.01.1902 — † 12.07.1935)
- епископ Agostino de Jesus e Souza (12.07.1935 — 16.05.1942), назначен епископом Порту
- архиепископ ad personam Ernesto Sena de Oliveira (15.06.1944 — 29.10.1948), назначен архиепископом Коимбры
- епископ João da Silva Campos Neves (29.10.1948 — 2.02.1971)
- епископ Américo Henriques (2.02.1971 — 19.02.1972), назначен епископом Нового Лиссабона (Ангола)
- архиепископ ad personam Антониу де Кастро Хавьер Монтейро (1.07.1972 — 5.01.1995)
- епископ Américo do Couto Oliveira (5.01.1995 — † 2.12.1998)
- епископ Jacinto Tomás de Carvalho Botelho (20.01.2000 — 19.11.2011)
- епископ António José da Rocha Couto, S.M.P. (с 19.11.2011)

## Источник
- Annuario Pontificio, Ватикан, 2005